# Entre-deux-Monts
Entre-deux-Monts és un municipi francès situat al departament del Jura i a la regió de Borgonya - Franc Comtat. L'any 2007 tenia 151 habitants.

## Demografia

### Població
El 2007 la població de fet d'Entre-deux-Monts era de 151 persones. Hi havia 58 famílies de les quals 8 eren unipersonals (8 homes vivint sols), 25 parelles sense fills i 25 parelles amb fills.
La població ha evolucionat segons el següent gràfic:
Habitants censats

### Habitatges
El 2007 hi havia 81 habitatges, 55 eren l'habitatge principal de la família, 21 eren segones residències i 5 estaven desocupats. 76 eren cases i 5 eren apartaments. Dels 55 habitatges principals, 48 estaven ocupats pels seus propietaris i 6 estaven llogats i ocupats pels llogaters; 3 tenien tres cambres, 17 en tenien quatre i 35 en tenien cinc o més. 44 habitatges disposaven pel capbaix d'una plaça de pàrquing. A 28 habitatges hi havia un automòbil i a 25 n'hi havia dos o més.

### Piràmide de població
La piràmide de població per edats i sexe el 2009 era:
| Homes | Edats   | Dones |
| ----- | ------- | ----- |
| 0     | 95 o +  | 0     |
| 0     | 90 a 94 | 4     |
| 0     | 85 a 89 | 4     |
| 0     | 80 a 84 | 0     |
| 4     | 75 a 79 | 4     |
| 4     | 70 a 74 | 4     |
| 0     | 65 a 69 | 8     |
| 4     | 60 a 64 | 0     |
| 0     | 55 a 59 | 4     |
| 4     | 50 a 54 | 0     |
| 8     | 45 a 49 | 4     |
| 0     | 40 a 44 | 0     |
| 4     | 35 a 39 | 12    |
| 4     | 30 a 34 | 0     |
| 0     | 25 a 29 | 4     |
| 0     | 20 a 24 | 0     |
| 0     | 15 a 19 | 0     |
| 4     | 10 a 14 | 4     |
| 0     | 5 a 9   | 4     |
| 4     | 0 a 4   | 4     |

## Economia
El 2007 la població en edat de treballar era de 83 persones, 69 eren actives i 14 eren inactives. De les 69 persones actives 63 estaven ocupades (32 homes i 31 dones) i 6 estaven aturades (3 homes i 3 dones). De les 14 persones inactives 3 estaven jubilades, 5 estaven estudiant i 6 estaven classificades com a «altres inactius».

### Ingressos
El 2009 a Entre-deux-Monts hi havia 55 unitats fiscals que integraven 153 persones, la mediana anual d'ingressos fiscals per persona era de 18.019 €.

### Activitats econòmiques
Dels 2 establiments que hi havia el 2007, 1 era d'una empresa de comerç i reparació d'automòbils i 1 d'una empresa d'hostatgeria i restauració.
L'únic servei als particulars que hi havia el 2009 era un taller de reparació d'automòbils i de material agrícola.
L'any 2000 a Entre-deux-Monts hi havia 3 explotacions agrícoles que ocupaven un total de 411 hectàrees.

## Poblacions més properes
El següent diagrama mostra les poblacions més properes.